# Paranurogryllus
Paranurogryllus är ett släkte av insekter. Paranurogryllus ingår i familjen syrsor.
Kladogram enligt Catalogue of Life:
| Paranurogryllus | \| \| Paranurogryllus boraceia \| \| \| \| \| \| Paranurogryllus capricornio \| \| \| \| |
|                 | \| \| Paranurogryllus boraceia \| \| \| \| \| \| Paranurogryllus capricornio \| \| \| \| |
|                 | Paranurogryllus boraceia                                                                 |
|                 |                                                                                          |
|                 | Paranurogryllus capricornio                                                              |
|                 |                                                                                          |